# Вернисаж (Ереван)
Верниса́ж (арм. Վերնիսաժ) — ярмарка под открытым небом, расположенный в центре Еревана между улицами Республики, Ханджяна, Арама и Павстоса Бузанда. Название рынка происходит от французского слова vernissage. На ярмарке в основном представлены изделия ручной работы армянских мастеров, предметы искусства, сувениры, ювелирные изделия, ковры, картины, музыкальные инструменты, одежда, куклы, изделия из камня, дерева, глины, металла, керамики, антиквариат и т.д. 

## История
Создан в 1980-х годах армянскими художниками, которые начали демонстрировать свои работы на площади рядом с Союзом художников Армении (нынешняя площадь Шарля Азнавура). Другие использовали парк рядом с государственной консерваторией имени Комитаса, чтобы показать свои работы. Впоследствии стихийный «Вернисаж» был перенесён в парк Мартироса Сарьяна. Рынок постепенно расширялся и, наконец, переместился на улицы Арама и Бузанда и занял пространство площадью более трёх гектар от пересечения улиц Республики, Арама и Павстоса Бузанда до улицы Ханджяна. 

## Галерея

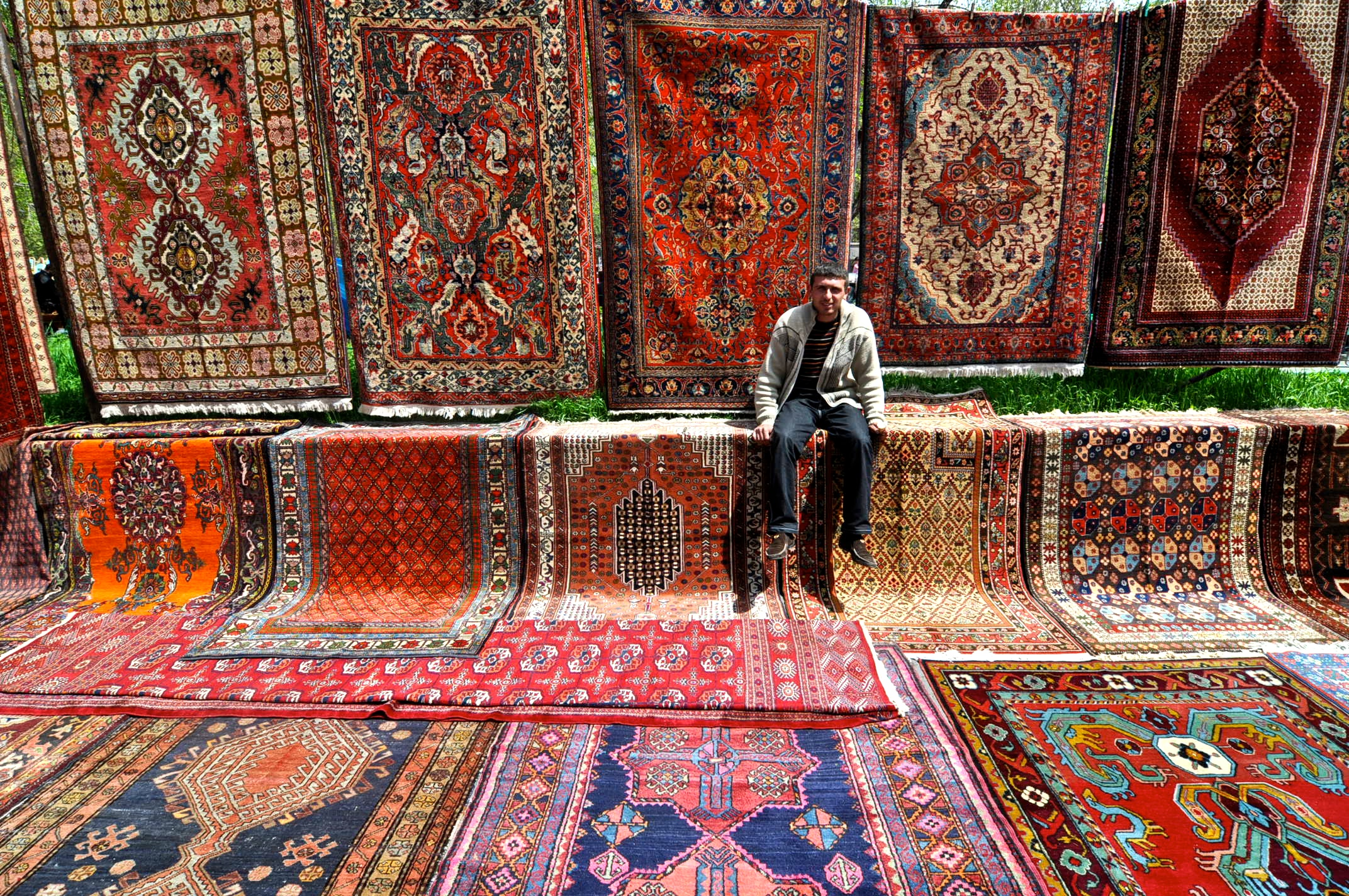
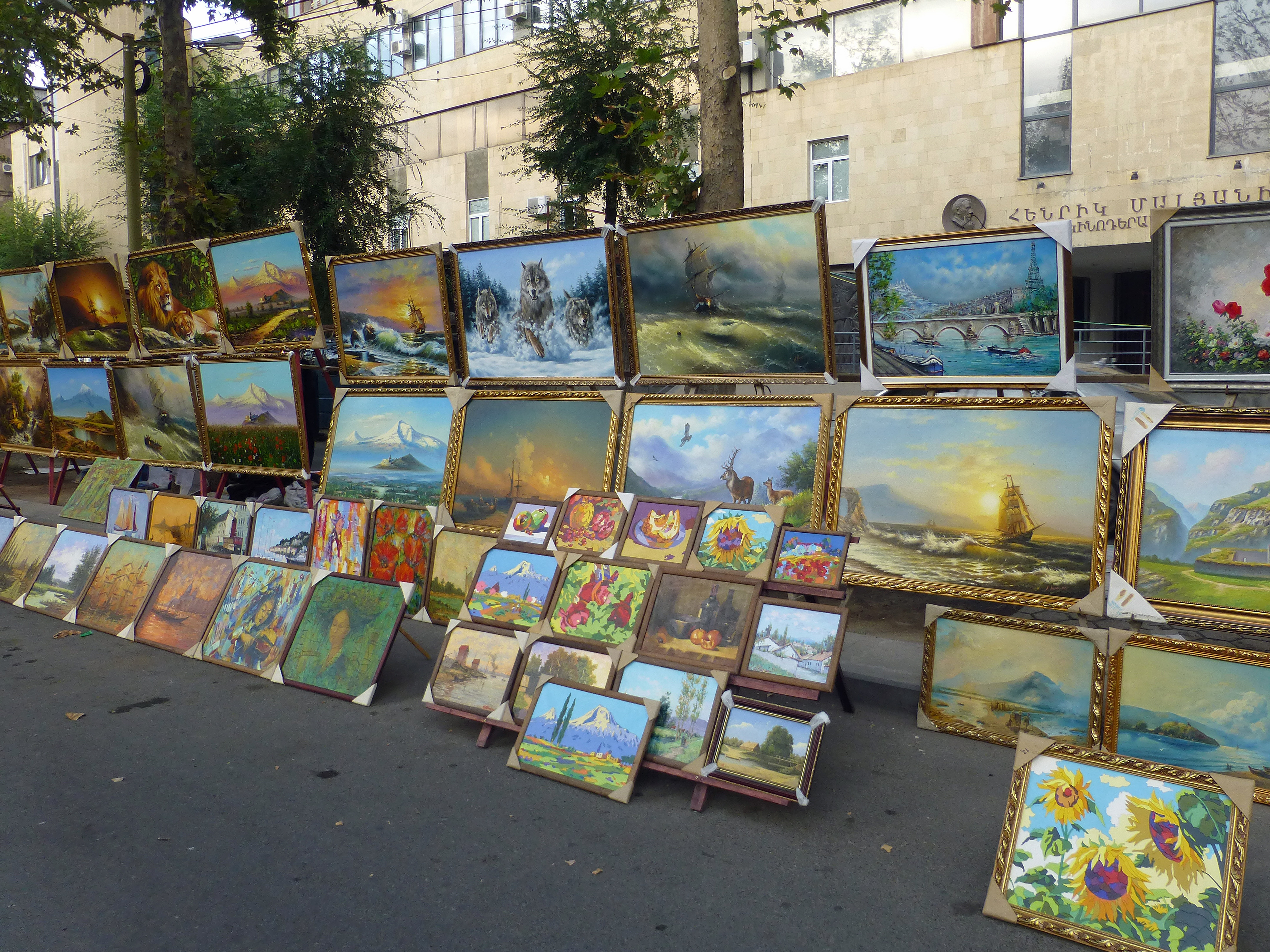
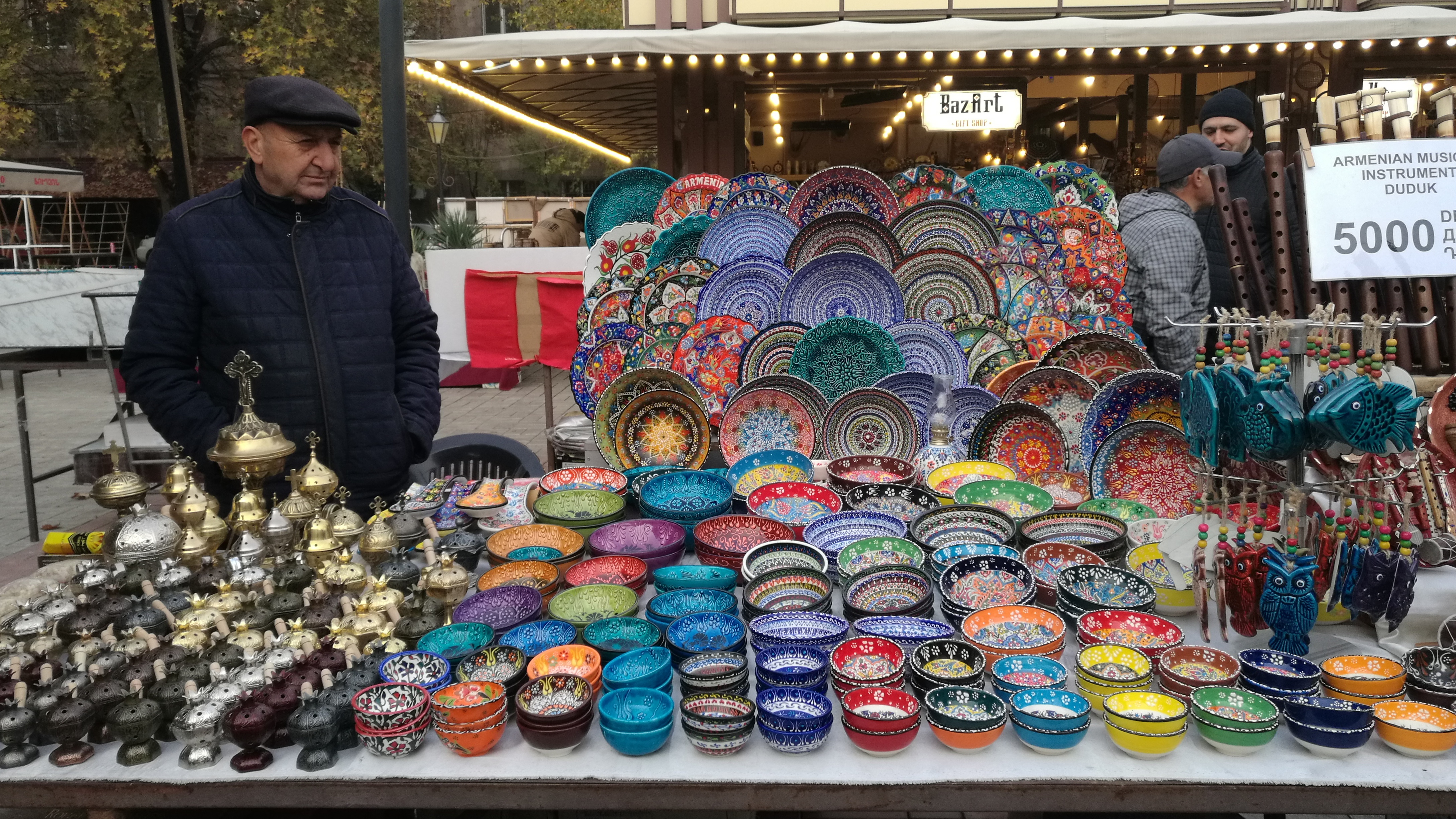
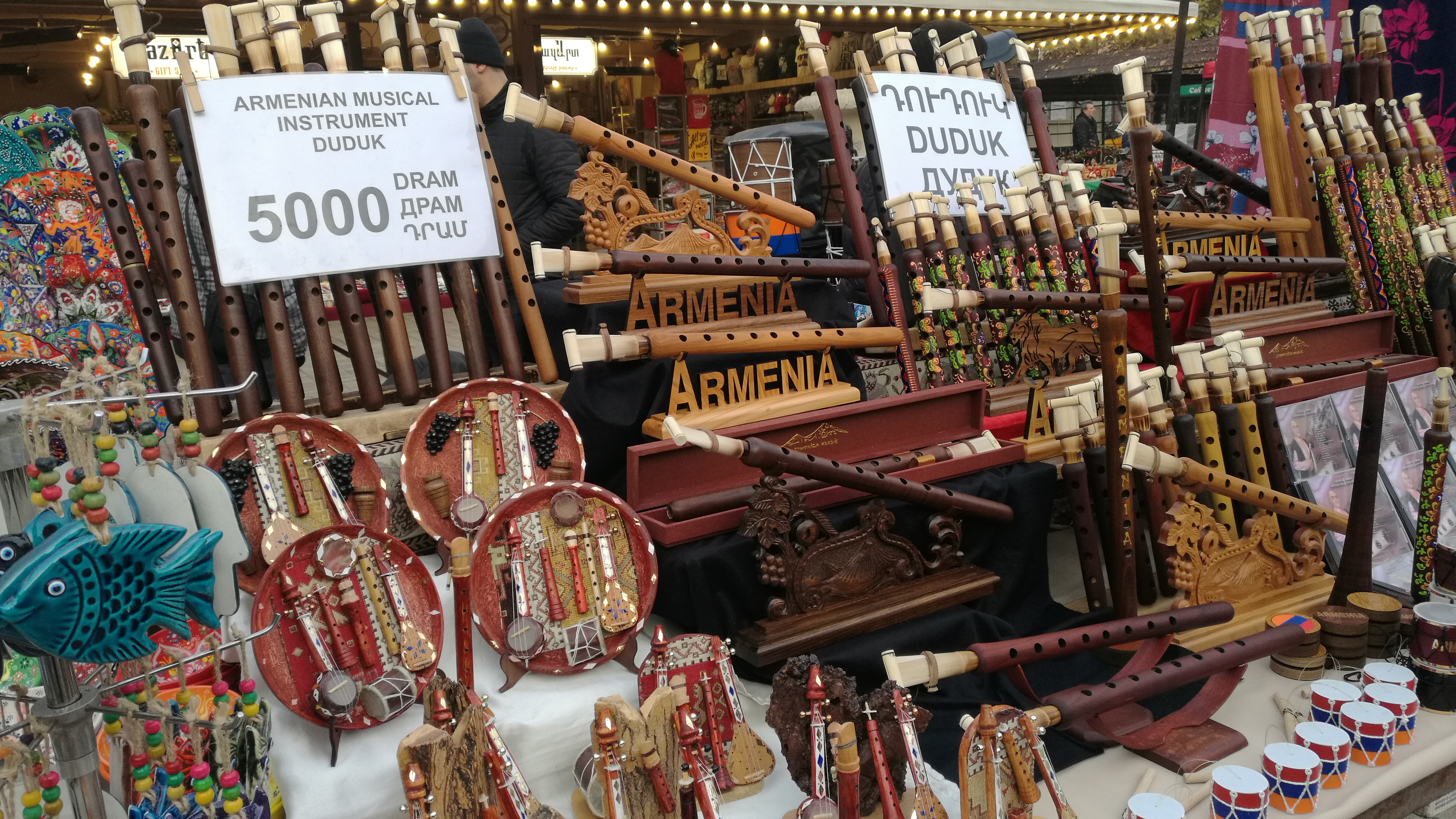
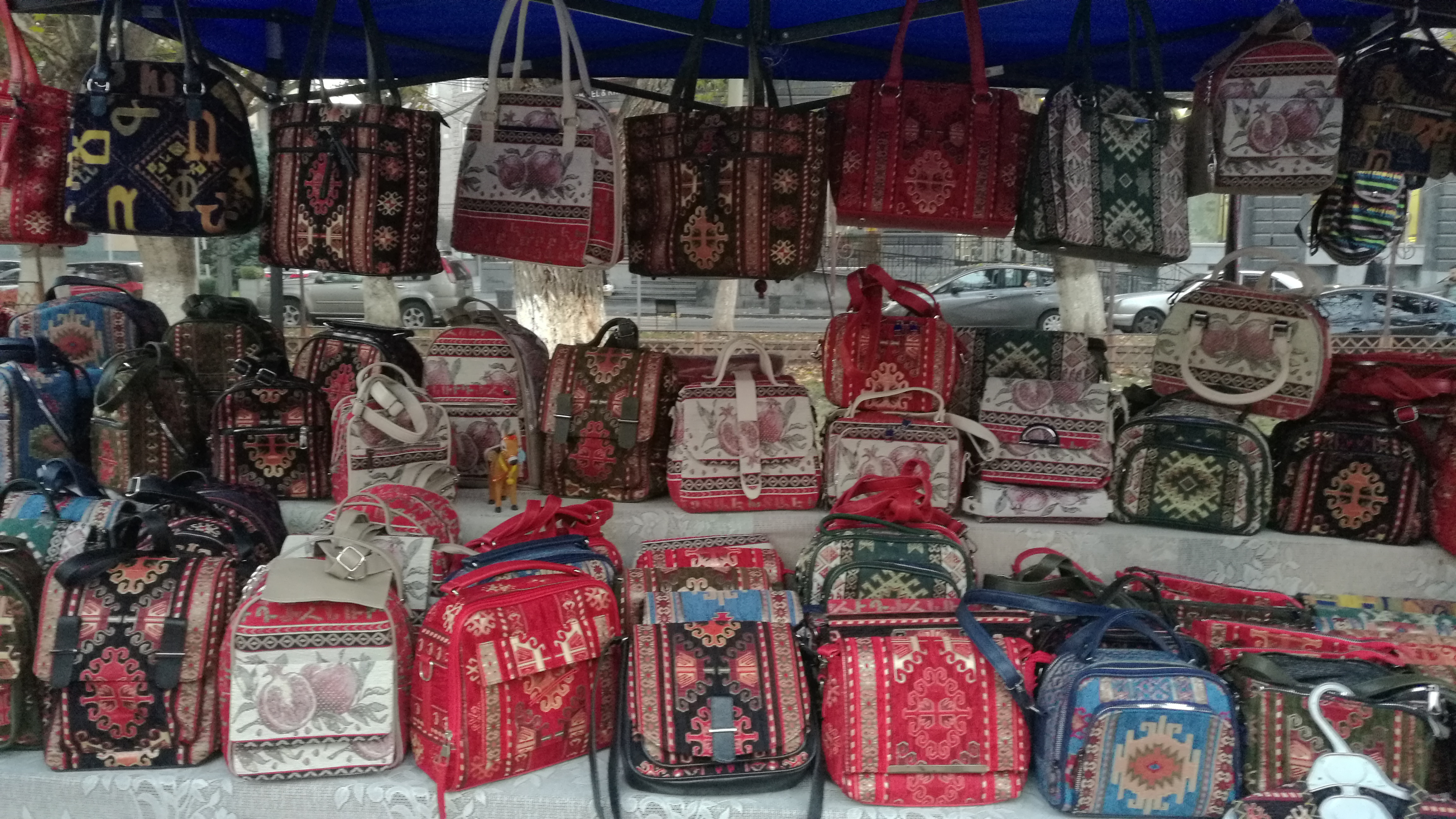
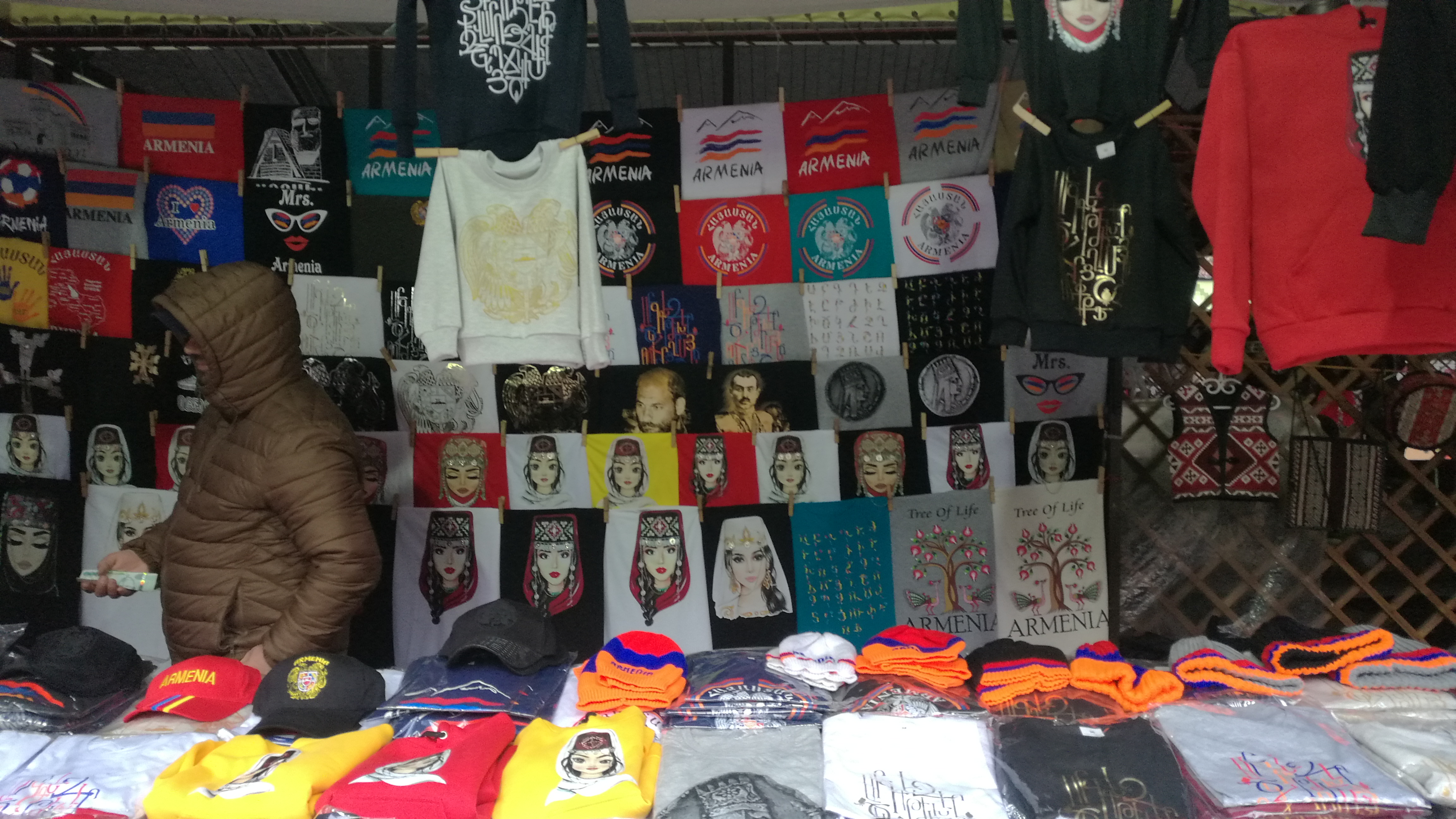